# Milan Prelog
Milan Prelog (Osijek, 19. jun 1919. — Zagreb, 25. avgust 1988) bio je hrvatski i jugoslovenski istoričar umetnosti, redovni profesor na Filozofskom fakultetu Sveučilišta u Zagrebu.

## Biografija
Rođen je 19. juna 1919. godine u Osijeku. Od kraja iste godine živi u Zagrebu, gde od 1926. do 1930. pohađa osnovnu školu, a od 1930. go 1938. godine realnu gimnaziju. Studira istoriju umetnosti i klasičnu arheologiju na Filozofskom fakultetu u Zagrebu od 1938. godine, s prekidom za vreme rata, kad od 1943. do oslobođenja sudeluje u NOVJ. Diplomirao je 30. juna 1944. Obavlja različite poslove u prosveti od 1946. do 1948, kad dobija mesto asistenta na Filozofskom fakultetu u Zagrebu. Dve godine kasnije postaje predavač na katedri za istoriju umetnosti i kulture na fakultetu. Doktorirao je 1951. godine sa tezom „Prilog analizi razvoja srednjovjekovne umjetnosti u Dalmaciji“ (komisija: Grga Novak, Miho Barada, Andre Mohorovičić, Grga Gamulin).
Bio je na kratak period vremena honorarni direktor Konzervatorskog zavoda Narodne Republike Hrvatske, mesto koje je usled neslaganja sa politikom institucije napustio 1954. Objavljuje iz oblasti istorije umetnosti, urbanizma i zaštite spomenika kulture u dnevnoj i naučnoj štampi, radiju i TV programima. Habilitirao se sa radom „Poreč, historijski razvoj grada i njegovi spomeni“ 1957. godine za »venia docendi«. Godinu dana kasnije postaje privatni docent na Filozofskom fakultetu.
Na Odseku za istoriju umetnosti Filozofskog fakulteta najpre je od 1948. godine predavao kolegije iz predmeta Istorija umetnosti naroda FNRJ, a od 1959. godine preuzeo je i reorganizovao kolegij Opšte istorije umetnosti srednjeg veka. Uveo je u nastavu istorije umetnosti poseban predmet: Ikonografija, a 1957/58. držao je predavanja iz Teorije likovnih umetnosti. Izabran je za vanrednog profesora juna 1962, a redovnim profesorom postao je 13. oktobra 1972. Održavanjem predavanja iz slobodnog kolegija Urbanizam, koja je započeo 1969. godine, prof. Prelog je prvi u Jugoslaviji utemeljio nastavu Istorije naselja na Filozofskom fakultetu u Zagrebu. U nekoliko navrata bio je šef Odseka za istoriju umetnosti Filozofskog fakulteta Sveučilišta u Zagrebu.
Bio je suosnivač Instituta za povijest umjetnosti (1961) pri Filozofskom fakultetu u Zagrebu, gde je od samog osnutka vodio
i organizovao naučnoistraživački rad u području srednevekovne umetnosti, te studijska istraživanja urbanih aglomeracija jadranskog područja. Razvijajući metodu dokumentarne arhitektonske obrade, postavio je temelje savremenom interdisciplinarnom pristupu analize i vrednovanja istorijskih urbanih jezgri. Na početku šezdesetih godina pod njegovim vodstvom započeta su u Institutu istraživanja u nizu starih gradova na Jadranu. Prelogova metoda dokumentarne obrade istorijskih urbanih aglomeracija uzorno je primenjena na primeru grada Dubrovnika, što se pokazalo temeljnom podlogom prilikom upisa toga grada u UNESCO-ov registar svetske kulturne baštine (1979). Šezdesetih godina je bio uključen na izradi zaštite i prostornog uređenja jadranskog područja. Istraživao je razdoblje od kasne antike do renesanse, posebno odnos antike i romanike, istoriju urbanizma, probleme regionalnoga planiranja i zaštite spomeničke baštine, posebno urbanih aglomeracija. U interpretaciju predromaničke umetnosti uveo je dinamički kriterij (pasivna i aktivna negacija antike), u proučavanju istorijskih naselja razvio je pristup iz regionalnoga merila, a u analizi savremenog urbanizma kritičku sociološku metodu.
Od 1965. do 1974. bio je šef Odela za naselja i urbanizam u Institutu za društvena istraživanja Sveučilišta u Zagrebu. Od 1969. bio je član direktorija postdiplomskog studija »Urbanizam i prostorno planiranje« u organizaciji Instituta za društvena istraživanja Sveučilišta u Zagrebu i Arhitektonskog fakulteta u Zagrebu. Sudeluje u izradi plana i programa postdiplomskog studija. Na postdiplomskom studiju Fakulteta ekonomskih nauka u Zagrebu predavao je predmet: Politika ekonomskog razvoja i metode analize. Od 1971/72. bio je voditelj Centra za postdiplomski studij Sveučilišta u Zagrebu sa sedištem u Dubrovniku (Kulturna istorija istočne obale Jadrana). Bio je odgovorni urednik za redakciju SR Hrvatske u Likovnoj enciklopediji Jugoslavije; odgovorni urednik sinteze istorije umetnosti u Hrvatskoj (knj. 1. »Barok u Hrvatskoj«), kao i odgovorni urednik periodičnih i monografskih izdanja Instituta.
Vršio je brojne društvene i političke funkcije: bio je poslanik Savezne skupštine SFRJ od 1964. do 1969; član Komisije za idejna pitanja CKSKJ od 1971. do 1974, član Komisije za idejna pitanja CKSKH od 1971. te član Savjeta Republike SR Hrvatske. Za izuzetan naučni, stručni i društveni doprinos primio je niz priznanja. Penzionisan je 1979. godine, no honorarno nastavlja da se bavi naučnim istraživanjima i vodi projekte pri Odelu za istoriju umetnosti Instituta za povijesne znanosi pri zagrebačkom sveučilištu, sve do smrti. Preminuo je 28. avgusta 1988. godine u Zagrebu.

## Izabrana bibliografija[7]
- Između antike i romanike, Peristil, 1954.
- Vojin Bakić - Mala likovna biblioteka, Zagreb, 1958.  78862087
- Romanika, Jugoslavija, Spektar; prva književna komuna, Beograd, Zagreb, Mostar: 1984.  277059079
- Eufrazijeva bazilika u Poreču, Zagreb : Grafički zavod Hrvatske, 1986.
- Prostor - vrijeme, Grafički zavod Hrvatske , 1991
- Poreč, grad i spomenici, Zagreb : Institut za povijest umjetnosti, 1957 /. 2007.  978-953-6106-69-1.
- Tekstovi o Dubrovniku , Zagreb : Institut za povijest umjetnosti ; Dubrovnik.  978-953-6106-46-2.
- Studije o hrvatskoj umjetnosti 1-3, Zagreb : Institut za povijest umjetnosti : Naklada Prelog, 1999.

## Literatura
- Reberski, Ivanka (1988/1989). „Milanu Prelogu u spomen (uvodnik)” (PDF). Radovi Instituta za povijest umjetnosti. Zagreb: Institut za povijest umjetnosti (12—13): 7.
- Ivančević, Radovan (1988/1989). „Riječ o Milanu Prelogu” (PDF). Radovi Instituta za povijest umjetnosti. Zagreb: Institut za povijest umjetnosti (12—13): 8—15.
- Reberski, Ivanka (1988/1989). „Milan Prelog (1919—1988) — Biografija” (PDF). Radovi Instituta za povijest umjetnosti. Zagreb: Institut za povijest umjetnosti (12—13): 16—18.
- Reberski, Ivanka; Vujić, Žarka (1988/1989). „Bibliografija Milana Preloga (1951—1988)” (PDF). Radovi Instituta za povijest umjetnosti. Zagreb: Institut za povijest umjetnosti (12—13): 19—23.